# Сент-Луїс Джиммі Оден
Сент-Лу́їс Джи́ммі О́ден (англ. St. Louis Jimmy Oden), справжнє ім'я Джеймс Берк О́ден (англ. James Burke Oden; 26 червня 1903, Нашвілл, Теннессі – 30 грудня 1977, Чикаго, Іллінойс) — американський блюзовий співак і автор пісень. 

## Біографія
Народився 26 червня 1903 року в Нашвіллі, штат Теннессі. Співав у дитинстві і самостійно навчився грати на фортепіано. Близько 1917 року він пішов з дому, аби вирушити до Сент-Луїса, штат Міссурі, де фортепіанний стиль блюзу був дуже популярним. Там він почав виступати як вокаліст в дуеті з піаністом Рузвельтом Сайксом. В 1933 році, після десятиріччя виступів у Сент-Луїсі, разом з Сайксом вирішив переїхати до Чикаго.
В Чикаго отримав прізвисько «Сент-Луїс Джиммі». У той час, коли Чикаго став його новим домом, почав гастролювати з гуртом блюзових музикантів по всій країні. Сент-Луїс Джиммі зробив велику кількість записів, а його найвідомішою піснею стала «Goin' Down Slow», що вийшла 1941 році на лейблі Bluebird Records. Написав декілька пісень, дві з яких, «Take the Bitter with the Sweet» і «Soon Forgotten», записав його друг Мадді Вотерс.
В 1948 році записав «Florida Hurricane» на Aristocrat Records, у супроводі піаніста Санніленда Сліма і гітариста Мадді Вотерса. В 1949 році Оден співпрацював з Джо Брауном, і разом вони заснували невеликий лейбл звукозапису J.O.B. Records. Оден залишив J.O.B. до кінця року, а лейбл проіснував до 1974 року. Після серйозного ДТП, що сталося в 1957 році (на той час коли він працював з Едді Бойдом), присвятив себе написанню матеріалу для інших виконавців, зокрема Мадді Вотерса, Гауліна Вульфа («What a Woman!») і Джона Лі Гукера. Тривалий час Джиммі мешкав у будинку Мадді Вотерса до 1960 року. В 1960 році записав альбом Goin' Down Slow на Bluesville Records (дочірньому лейблі Prestige) і співав на сесії 23 серпня 1960 року в Нью-Йорку разом з Робертом Локвудом-молодшим і Отісом Спенном для Candid Records (виданий на альбомі Walking the Blues після смерті Спенна у 1972 році на Barnaby). 9 липня 1963 року виступив разом Дж. Б. Ленором і Саннілендом Слімом у клубі «Nina's Lounge» в Чикаго, де співав «Brown Skin Woman» і «My Dear Old Mother» (записи цього концерту вийшли у 2003 році під назвою Live In '63).
Помер 30 грудня 1977 року від бронхопневмонії у віці 74 років в Чикаго (Іллінойс). Похований на кладовищі Рествейл в Алсіпі (Іллінойс) поблизу Чикаго.
У 2002 році його пісня «Goin' Down Slow» (1941, Bluebird) була включена до Зали слави блюзу.

## Дискографія

### Альбоми
- Goin' Down Slow (1961, Bluesville)

### Сингли
- «Monkey Face Blues»/«Going Down Slow» (Bluebird, 1941)
- «Drinkin' Woman»/«Why Work» (Duke, 1953)
- «Going Down Slow»/«Murder in the First Degree» (Parrot, 1956) з Red Saunders Band

### Альбом у співпраці
- Walking the Blues — Отіс Спенн з Сент-Луїсом Джиммі і Робертом Локвудом-молодшим (1972, Barnaby)